# Calendrier international féminin UCI 2025
Le calendrier international féminin UCI 2025 regroupe les compétitions féminines de cyclisme sur route organisées sous le règlement de l'Union cycliste internationale durant la saison 2025.
L'UCI World Tour féminin 2025 reprenant les courses les plus importantes de la saison est présenté séparément. 
Ce calendrier reprend les courses suivantes avec, par ordre d'importance : 
- les épreuves UCI ProSeries depuis 2020 :
  - catégorie 1.Pro (course d'un jour) ;
  - catégorie 2.Pro (course par étapes) ;
- les courses de première catégorie, qui sont divisées en deux catégories :
  - catégorie 1.1 (course d'un jour) ;
  - catégorie 2.1 (course par étapes) ;
- les courses de deuxième catégorie, qui sont divisées en deux catégories :
  - catégorie 1.2 (course d'un jour) ;
  - catégorie 2.2 (course par étapes).

Les critériums ne sont pas notés.

## Calendrier des épreuves
| Calendrier UCI   | Calendrier UCI | Calendrier UCI                                  | Calendrier UCI | Calendrier UCI                         | Calendrier UCI |
| Date             | Pays           | Course                                          | Classe         | Vainqueur                              |                |
| ---------------- | -------------- | ----------------------------------------------- | -------------- | -------------------------------------- | -------------- |
| 19 janv.         | Espagne        | Women Cycling Pro Costa De Almería              | 1.1            | annulé/abandonné                       |                |
| 25 janv.         | Espagne        | Trofeo Marratxi-Felanitx                        | 1.1            | Lotta Henttala (EF Education-Oatly)    |                |
| 26 janv.         | Espagne        | Trofeo Palma Femina                             | 1.1            | Marlen Reusser (Movistar Team)         |                |
| 26 janv.         | Australie      | Schwalbe Women's One Day Classic                | 1.Pro          | Clara Copponi (Lidl-Trek)              |                |
| 27 janv.         | Espagne        | Trofeo Binissalem-Andratx                       | 1.1            | Thalita de Jong (Human Powered Health) |                |
| 29 janv.         | Australie      | Surf Coast Classic                              | 1.1            | Ally Wollaston (FDJ-Suez)              |                |
| 5 – 9 fév.       | Australie      | Womens Herald Sun Tour                          | 2.1            | annulé/abandonné                       |                |
| 9 fév.           | Espagne        | Tour de la Communauté valencienne               | 1.Pro          | Linda Zanetti (Uno-X Mobility)         |                |
| 13 – 16 fév.     | Espagne        | Semaine cycliste valencienne                    | 2.Pro          | Demi Vollering (FDJ-Suez)              |                |
| 23 fév.          | Espagne        | Clàssica d'Almeria                              | 1.1            | Ally Wollaston (FDJ-Suez)              |                |
| 2 mars           | Belgique       | Omloop van het Hageland                         | 1.1            | Femke Gerritse (SD Worx-Protime)       |                |
| 4 mars           | Belgique       | Le Samyn des Dames                              | 1.1            | Lorena Wiebes (SD Worx-Protime)        |                |
| 5 mars           | Croatie        | Umag Trophy Ladies                              | 1.2            | Lara Crestanello (BTC City Ljubljana)  |                |
| 6 – 8 mars       | Espagne        | Tour d'Estrémadure                              | 2.1            | Ellen van Dijk (Lidl-Trek)             |                |
| 7 – 11 mars      | Viêt Nam       | Tour du Viêt Nam                                | 2.2            | Natalia Frolova                        |                |
| 9 mars           | Italie         | Trofeo Oro in Euro                              | 1.1            | Karlijn Swinkels (UAE Team ADQ)        |                |
| 9 mars           | Croatie        | Poreč Trophy Ladies                             | 1.2            | Manon De Boer (DD Group Pro Cycling)   |                |
| 11 – 14 mars     | Italie         | Trofeo Ponente in Rosa                          | 2.2            | annulé/abandonné                       |                |
| 12 mars          | Belgique       | GP Oetingen                                     | 1.Pro          | Julie De Wilde (Fenix-Deceuninck)      |                |
| 19 mars          | Belgique       | Nokere Koerse                                   | 1.Pro          | Marta Lach (SD Worx-Protime)           |                |
| 23 mars          | Belgique       | Midwest Cycling Classic                         | 1.2            |                                        |                |
| 31 mars – 2 avr. | Thaïlande      | Tour de Thaïlande                               | 2.2            |                                        |                |
| 2 avr.           | Belgique       | À travers les Flandres                          | 1.Pro          |                                        |                |
| 2 – 7 avr.       | Salvador       | Tour du Salvador                                | 2.2            |                                        |                |
| 5 avr.           | Pays-Bas       | Volta NXT Classic                               | 1.2            |                                        |                |
| 8 avr.           | Salvador       | Grand Prix Presidente                           | 1.2            |                                        |                |
| 9 avr.           | Belgique       | Grand Prix de l'Escaut                          | 1.1            |                                        |                |
| 9 avr.           | France         | Région Pays de la Loire Tour-Féminin            | 1.2            |                                        |                |
| 9 – 13 avr.      | Italie         | Giro Mediterraneo Rosa                          | 2.2            |                                        |                |
| 18 avr.          | Belgique       | Flèche brabançonne                              | 1.Pro          |                                        |                |
| 20 avr.          | France         | Grand Prix de Chambéry                          | 1.1            |                                        |                |
| 21 avr.          | Belgique       | Ronde de Mouscron                               | 1.1            |                                        |                |
| 23 – 27 avr.     | États-Unis     | Tour of the Gila                                | 2.2            |                                        |                |
| 25 avr.          | Italie         | GP Liberazione                                  | 1.1            |                                        |                |
| 26 avr.          | Pays-Bas       | Circuit de Borsele                              | 1.1            |                                        |                |
| 28 – 30 avr.     | Ouzbekistan    | Tour of Bostonliq Ladies                        | 2.2            |                                        |                |
| 1 mai            | Belgique       | Cyclis Classic                                  | 1.1            |                                        |                |
| 1 – 4 mai        | Tchéquie       | Gracia Orlová                                   | 2.2            |                                        |                |
| 2 – 6 mai        | États-Unis     | Tour de Bloom                                   | 2.2            |                                        |                |
| 3 mai            | Belgique       | GP Immo Zone                                    | 1.1            |                                        |                |
| 3 mai            | Luxembourg     | Festival Elsy Jacobs à Garnich                  | 1.1            |                                        |                |
| 4 mai            | Luxembourg     | Festival Elsy Jacobs à Luxembourg               | 1.1            |                                        |                |
| 8 mai            | France         | Pointe du Raz Ladies Classic                    | 1.1            |                                        |                |
| 9 mai            | France         | La Classique Morbihan                           | 1.1            |                                        |                |
| 10 mai           | France         | Grand Prix de Plumelec-Morbihan                 | 1.1            |                                        |                |
| 11 mai           | Belgique       | Trofee Maarten Wynants                          | 1.1            |                                        |                |
| 14 mai           | Espagne        | Clasica Femenina Navarra                        | 1.Pro          |                                        |                |
| 15 – 18 mai      | Tchéquie       | Tour de Feminin                                 | 2.2            |                                        |                |
| 17 mai           | Pays-Bas       | Omloop der Kempen Ladies                        | 1.1            |                                        |                |
| 20 mai           | Espagne        | Durango-Durango Emakumeen Saria                 | 1.1            |                                        |                |
| 23 mai           | Pays-Bas       | Veenendaal Veenendaal Classic                   | 1.Pro          | annulé/abandonné                       |                |
| 25 mai           | Belgique       | Antwerp Port Epic Ladies                        | 1.Pro          |                                        |                |
| 28 mai – 1 juin  | France         | Tour de Bretagne                                | 2.1            | annulé/abandonné                       |                |
| 29 mai           | Belgique       | Circuit de Wallonie Dames                       | 1.2            |                                        |                |
| 31 mai – 1 juin  | Norvège        | Tour of Norway Women                            | 2.1            |                                        |                |
| 31 mai           | Estonie        | Tour d'Estonie                                  | 1.2            |                                        |                |
| 6 – 8 juin       | Espagne        | Tour de Catalogne                               | 2.1            |                                        |                |
| 8 juin           | France         | Alpes Gresivaudan Classic                       | 1.1            |                                        |                |
| 8 juin           | Belgique       | Dwars door de Westhoek                          | 1.1            |                                        |                |
| 9 juin           | Belgique       | Grand Prix Mazda Schelkens                      | 1.1            |                                        |                |
| 10 – 15 juin     | Colombie       | Tour de Colombie                                | 2.2            |                                        |                |
| 13 – 15 juin     | France         | Tour Féminin International des Pyrénées         | 2.1            |                                        |                |
| 15 juin          | Belgique       | Diamond Tour                                    | 1.1            |                                        |                |
| 17 – 22 juin     | Allemagne      | Tour de Thuringe                                | 2.Pro          | annulé/abandonné                       |                |
| 24 juin          | Italie         | Tour des Apennins                               | 1.2            |                                        |                |
| 2 – 6 juill.     | Portugal       | Tour du Portugal                                | 2.2            |                                        |                |
| 6 juill.         | Belgique       | Argenta Classic-2 Districtenpijl Ekeren-Deurne  | 1.1            |                                        |                |
| 12 juill.        | Slovaquie      | Ladies Race Slovakia                            | 1.2            |                                        |                |
| 13 juill.        | Belgique       | Grote Prijs Beveren                             | 1.2            |                                        |                |
| 16 – 20 juill.   | Belgique       | Baloise Ladies Tour                             | 2.1            |                                        |                |
| 19 juill.        | France         | La Périgord Ladies                              | 1.2            |                                        |                |
| 20 juill.        | France         | La Picto-Charentaise                            | 1.1            |                                        |                |
| 25 – 27 juill.   | Pologne        | Princess Anna Vasa Tour                         | 2.2            |                                        |                |
| 10 août          | Belgique       | Egmont Cycling Race                             | 1.2            |                                        |                |
| 12 – 14 août     | Pologne        | Tour de Pologne                                 | 2.1            |                                        |                |
| 15 août          | Belgique       | Grand Prix Yvonne Reynders                      | 1.1            |                                        |                |
| 21 août          | Belgique       | Grand Prix Lucien Van Impe                      | 1.1            |                                        |                |
| 22 août          | Belgique       | Konvert Kortrijk Koerse                         | 1.1            |                                        |                |
| 28 août          | France         | Kreiz Breizh                                    | 1.1            |                                        |                |
| 4 – 7 sept.      | Italie         | Tour de Toscane féminin-Mémorial Michela Fanini | 2.2            |                                        |                |
| 6 sept.          | États-Unis     | Maryland Cycling Classic Women                  | 1.1            |                                        |                |
| 7 sept.          | Belgique       | Grand Prix Beerens                              | 1.1            | annulé/abandonné                       |                |
| 9 – 14 sept.     | France         | Tour de l'Ardèche                               | 2.1            |                                        |                |
| 13 sept.         | France         | À travers les Hauts-de-France                   | 1.2            |                                        |                |
| 14 sept.         | Allemagne      | Women's Cycling Grand Prix Stuttgart & Region   | 1.Pro          |                                        |                |
| 14 sept.         | Espagne        | Pionera Race                                    | 1.2            |                                        |                |
| 14 sept.         | France         | Grand Prix de Fourmies                          | 1.Pro          |                                        |                |
| 17 sept.         | Belgique       | Grand Prix de Wallonie                          | 1.1            |                                        |                |
| 19 – 20 sept.    | Belgique       | Tour de la Semois                               | 2.2            |                                        |                |
| 19 sept.         | Canada         | Chrono Gatineau                                 | 1.1            |                                        |                |
| 20 sept.         | Canada         | Tour de Gatineau                                | 1.1            |                                        |                |
| 21 sept.         | France         | Grand Prix d'Isbergues                          | 1.1            | annulé/abandonné                       |                |
| 27 sept.         | France         | Mirabelle Classic                               | 1.2            |                                        |                |
| 1 – 5 oct.       | Costa Rica     | Tour du Costa Rica                              | 2.2            |                                        |                |
| 4 oct.           | Italie         | Tour d'Émilie                                   | 1.Pro          |                                        |                |
| 5 oct.           | Espagne        | Gran Premio Ciudad de Eibar                     | 1.Pro          |                                        |                |
| 7 oct.           | Belgique       | Binche Chimay Binche pour Dames                 | 1.1            |                                        |                |
| 7 – 11 oct.      | Espagne        | Tour d'Andalousie                               | 2.1            |                                        |                |
| 7 oct.           | Italie         | Trois vallées varésines                         | 1.Pro          |                                        |                |
| 19 oct.          | France         | Chrono des Nations-Les Herbiers-Vendée          | 1.1            |                                        |                |